# Šimanto (Kóči)
Šimanto (japonsky:四万十市 Šimanto-ši) je japonské město v prefektuře Kóči na ostrově Šikoku. Žije zde přes 34 tisíc obyvatel.

## Slavné osobnosti
- Kótoku Šúsui (1871 – 1911) – japonský novinář a anarchista
- Majo Okamoto (* 1974) – japonský hudebník a J-popový zpěvák

## Partnerská města
- Po-čou, Čínská lidová republika